# Jane Porter

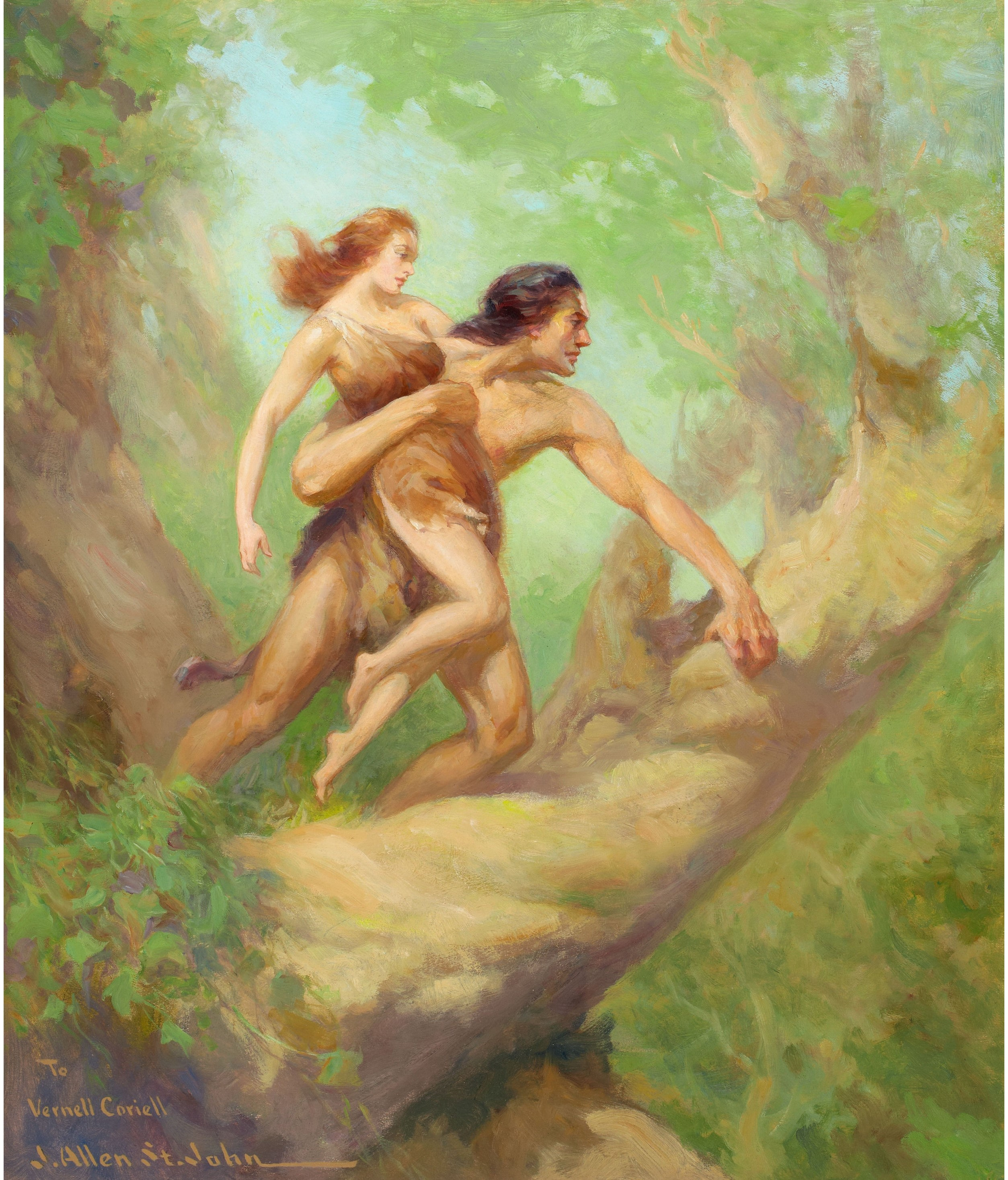
Jane Porter et Tarzan, par James Allen St. John, 1947.

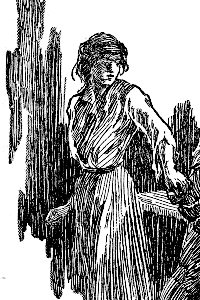
Jane Porter, par J. Allen St. John (Edgar Rice Burroughs, Tarzan et ses fauves, 1916).

Jane Porter, puis plus tard, Jane Clayton, Lady Greystoke, est un personnage de fiction créé par Edgar Rice Burroughs dans la série de romans Tarzan, et par conséquent dans les diverses adaptations de leur univers, notamment au cinéma.
Femme de Tarzan, elle a un fils nommé Korak.

## Les interprètes de Jane Porter au cinéma

### Enid Markey
- 1918 Tarzan chez les singes (Tarzan of the Apes), de Scott Sidney avec Elmo Lincoln (Tarzan).
- 1918 : Le Roman de Tarzan (The Romance of Tarzan) de Wilfred Lucas avec Elmo Lincoln (Tarzan).

### Karla Schramm
- 1920 : La Revanche de Tarzan (The Revenge of Tarzan) de Harry J. Revier avec Gene Pollar (Tarzan).
- 1920 : Le Fils de Tarzan (The Son of Tarzan) de Harry J. Revier et Arthur Flaven avec Perce Dempsey Tabler (Tarzan).

### Louise Lorraine
- 1921 : Les Dernières Aventures de Tarzan (The Adventures of Tarzan) de Robert F. Hill avec Elmo Lincoln (Tarzan).

### Dorothy Dunbar
- 1927 : Tarzan and the Golden Lion (Tarzan et le Lion d’Or) de J.P. McGowan avec James Pierce (Tarzan).

### Natalie Kingston
- 1928 : Tarzan the Mighty de Ray Taylor et Jack Nelson avec Frank Merrill (Tarzan).
- 1929 : Tarzan le Tigre (Tarzan the Tiger) de Henry Mc Rae, avec Frank Merrill (Tarzan).

### Maureen O'Sullivan

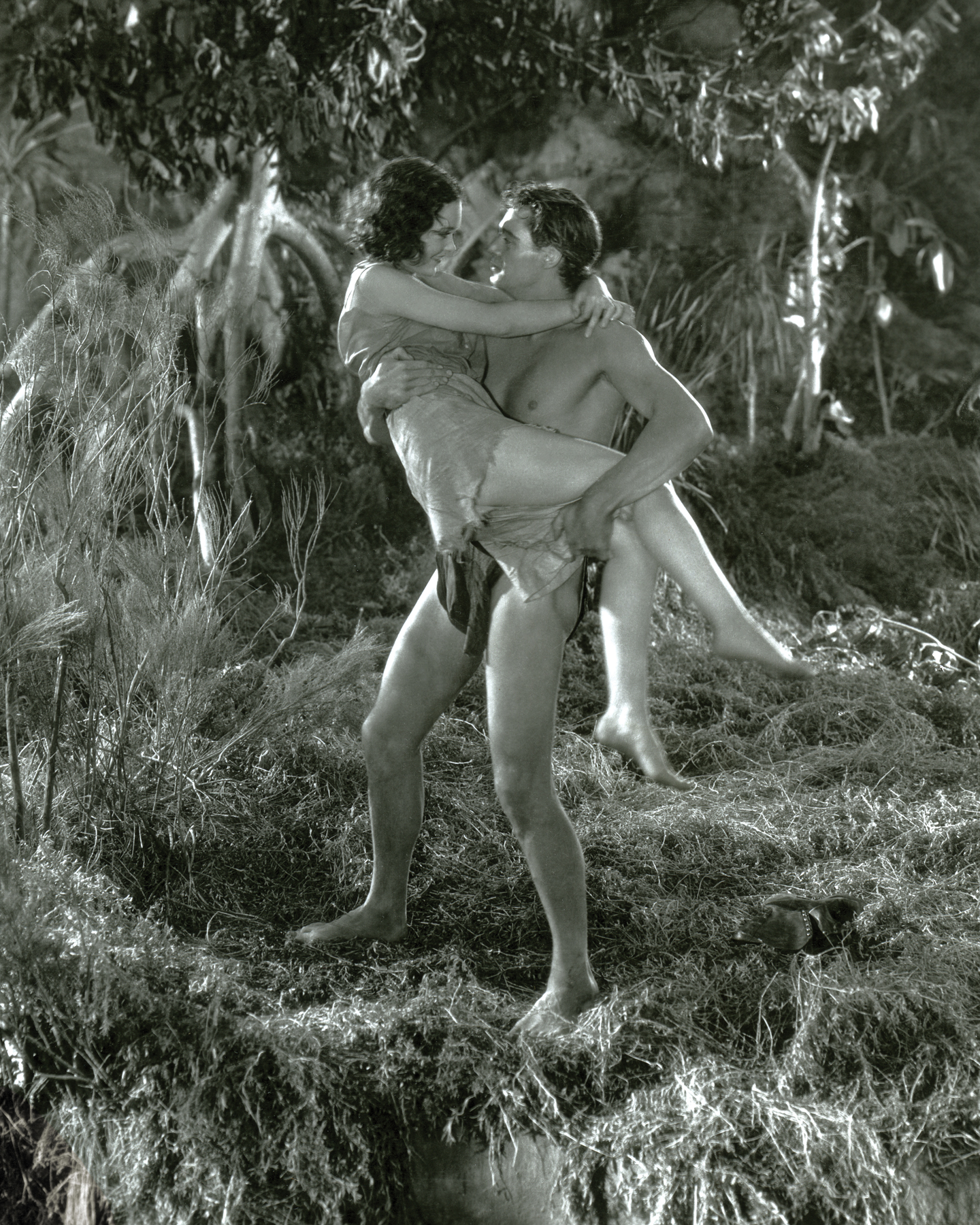
Maureen O'Sullivan (Jane) et Johnny Weissmuller (Tarzan) dans Tarzan l'homme singe (1932).

- 1932 : Tarzan l'homme singe (Tarzan the Ape Man) de W. S. Van Dyke avec Johnny Weissmuller (Tarzan).
- 1934 : Tarzan et sa compagne (Tarzan and his mate) de Jack Conway, Cedric Gibbons avec Johnny Weissmuller.
- 1936 : Tarzan s'évade (Tarzan Escapes) de Richard Thorpe avec Johnny Weissmuller.
- 1939 : Tarzan trouve un fils (Tarzan finds a son) de Richard Thorpe avec Johnny Weissmuller.
- 1941 : Le Trésor de Tarzan (Tarzan's secret treasure) de Richard Thorpe avec Johnny Weissmuller.
- 1942 : Les Aventures de Tarzan à New York (Tarzan's New York Adventure) de Richard Thorpe avec Johnny Weissmuller.

### Brenda Joyce
- 1945 : Tarzan et les Amazones (Tarzan and the Amazons) de Kurt Neumann avec Johnny Weissmuller (Tarzan).
- 1946 : Tarzan et la Femme léopard (Tarzan and the Leopard Woman) de Kurt Neumann avec Johnny Weissmuller.
- 1947 : Tarzan et la Chasseresse (Tarzan and the Huntress) de Kurt Neumann avec Johnny Weissmuller.
- 1948 : Tarzan et les Sirènes (Tarzan and the Mermaids) de Robert Florey avec Johnny Weissmuller.
- 1949 : Tarzan et la Fontaine Magique (Tarzan's Magic Fountain) de Lee Sholem avec Lex Barker (Tarzan).

### Vanessa Brown
- 1950 : Tarzan et la Belle Esclave (Tarzan and the Slave Girl) de Lee Sholem avec Lex Barker (Tarzan).

### Dorothy Hart
- 1952 : Tarzan Défenseur de la Jungle (Tarzan's Savage Fury) de Cy Endfield avec Lex Barker (Tarzan).

### Joyce Mac Kenzie
- 1953 : Tarzan et la diablesse (Tarzan and the She-Devil) de Kurt Neumann avec Lex Barker (Tarzan).

### Eve Brent
- 1958 : Le Combat Mortel de Tarzan (Tarzan's Fight for Life) de Bruce Humberstone avec Gordon Scott (Tarzan).
- 1958 : Tarzan et les Trappeurs (Tarzan and the Trappers) de Charles F. Haas avec Gordon Scott.

### Joanna Barnes
- 1959 : Tarzan, l'homme singe (Tarzan, the Ape Man) de Joseph Newman avec Denny Miller (Tarzan).

### Bo Derek
- 1981 : Tarzan, l'homme singe (Tarzan, the Ape Man) de John Derek avec Miles O'Keeffe (Tarzan).

### Andie MacDowell
- 1983 : Greystoke, la légende de Tarzan (Greystone the legend of Tarzan, Lord of the Apes) de Hugh Hudson avec Christophe Lambert (Tarzan).

### Kim Crosby
- 1989 : Tarzan à Manhattan (Tarzan in Manhattan) de Michael Schultz avec Joe Lara (Tarzan).

### Jane March
- 1998 : Tarzan et la Cité perdue (Tarzan and the Lost City) de Carl Schenkel avec Casper Van Dien (Tarzan).

### Margot Robbie
- 2016 : Tarzan de David Yates avec Alexander Skarsgård (Tarzan).